# Berkeley (Missouri)
Berkeley è un comune degli Stati Uniti d'America, situato nello Stato del Missouri, nella contea di St. Louis.